# Morpho chocoanus
Morpho chocoanus är en fjärilsart som beskrevs av Krüger. Morpho chocoanus ingår i släktet Morpho och familjen praktfjärilar. Inga underarter finns listade i Catalogue of Life.